# Grammy Award for Best Soul Gospel Performance, Female
Der Grammy Award for Best Soul Gospel Performance, Female, auf Deutsch „Grammy-Auszeichnung für die beste weibliche Soul Gospel-Darbietung“, ist ein Musikpreis, der von 1984 bis 1989 von der amerikanischen Recording Academy im Bereich der Gospelmusik verliehen wurde.

## Geschichte und Hintergrund
Die seit 1959 verliehenen Grammy Awards werden jährlich in zahlreichen Kategorien von der Recording Academy in den Vereinigten Staaten vergeben, um künstlerische Leistung, technische Kompetenz und hervorragende Gesamtleistung ohne Rücksicht auf die Album-Verkäufe oder Chart-Position zu würdigen.
Eine dieser Kategorien ist der Grammy Award for Best Soul Gospel Performance, Female. Der Preis wurde von 1984 bis 1989 vergeben. 1990 wurde der Preis mit dem Grammy Award for Best Soul Gospel Performance, Male kombiniert und unter der Bezeichnung Grammy Award for Best Soul Gospel Performance, Male or Female verliehen.

## Gewinner und Nominierte
| Jahr | Gewinner         | Nationalität       | Werk                             | Nominierte | Bild des/der Gewinner(s) |
| ---- | ---------------- | ------------------ | -------------------------------- | ---------- | ------------------------ |
| 1984 | Sandra Crouch    | Vereinigte Staaten | We Sing Praises                  |            |                          |
| 1985 | Shirley Caesar   | Vereinigte Staaten | Sailin’                          |            |                          |
| 1986 | Shirley Caesar   | Vereinigte Staaten | Martin                           |            |                          |
| 1987 | Deniece Williams | Vereinigte Staaten | I Surrender All                  |            |                          |
| 1988 | CeCe Winans      | Vereinigte Staaten | For Always                       |            |                          |
| 1989 | Aretha Franklin  | Vereinigte Staaten | One Lord, One Faith, One Baptism |            |                          |